# Juan Hospital
Juan Hospital (1893 - 21 de agosto de 1956) fue un futbolista argentino que jugó como extremo izquierdo. Pasó la mayor parte de su carrera en Racing Club, donde ganó 19 títulos durante la época más exitosa del club.

## Carrera
Apodado Pichín, Hospital comenzó jugando en Independiente para luego pasar a Racing en 1912. Destacado por su habilidad para regatear, se consolidaría como uno de los delanteros más destacados durante la época dorada del club, formando una memorable línea de ataque junto a leyendas como Alberto Ohaco, Alberto Marcovecchio y Natalio Perinetti que se convirtió en el máximo goleador de todos los tiempos en la historia del club. Además, Hospital fue uno de los futbolistas que contribuyó a que Racing se ganara el apodo de Academia durante esos años.
Jugó siete partidos con la selección argentina de fútbol entre 1912 y 1916. ambién formó parte de la selección argentina para el Campeonato Sudamericano de 1916.
Hospital murió el 21 de agosto de 1956, a la edad de 63 años.

## Palmarés

### Campeonatos nacionales
| Título           | Club        | País      | Año  |
| ---------------- | ----------- | --------- | ---- |
| Copa de Honor    | Racing Club | Argentina | 1912 |
| Primera División | Racing Club | Argentina | 1913 |
| Copa de Honor    | Racing Club | Argentina | 1913 |
| Copa Ibarguren   | Racing Club | Argentina | 1913 |
| Primera División | Racing Club | Argentina | 1914 |
| Copa Ibarguren   | Racing Club | Argentina | 1914 |
| Primera División | Racing Club | Argentina | 1915 |
| Copa de Honor    | Racing Club | Argentina | 1915 |
| Primera División | Racing Club | Argentina | 1916 |
| Copa Ibarguren   | Racing Club | Argentina | 1916 |
| Primera División | Racing Club | Argentina | 1917 |
| Copa de Honor    | Racing Club | Argentina | 1917 |
| Copa Ibarguren   | Racing Club | Argentina | 1917 |
| Primera División | Racing Club | Argentina | 1918 |
| Copa Ibarguren   | Racing Club | Argentina | 1918 |
| Primera División | Racing Club | Argentina | 1919 |
| Primera División | Racing Club | Argentina | 1921 |

### Campeonatos internacionales
| Título                  | Club        | País      | Año  |
| ----------------------- | ----------- | --------- | ---- |
| Copa de Honor Cousenier | Racing Club | Argentina | 1913 |
| Copa Aldao              | Racing Club | Argentina | 1917 |
| Copa Aldao              | Racing Club | Argentina | 1918 |

## Selección nacional argentina
| Copa              | Sede      | Resultado  |
| ----------------- | --------- | ---------- |
| Copa América 1916 | Argentina | Subcampeón |